# 泥質
泥質（でいしつ、pelitic, argillaceous）は成分として泥を多く含む岩石に用いられる性質。
同じように砕屑性堆積岩の名を冠した語に砂質、礫質がある。泥質な岩石を総称して泥質岩と呼ぶことが多い。泥質な岩石とは、泥岩、頁岩、粘板岩、泥質凝灰岩などを指す。